# Celama obliquilinealis
Celama obliquilinealis är en fjärilsart som beskrevs av De Toulgoët 1972. Celama obliquilinealis ingår i släktet Celama och familjen trågspinnare. Inga underarter finns listade i Catalogue of Life.